# ريد بل أرينا (لايبزيغ)
ريد بول أرينا، الملعب المركزي سابقاً (بالألمانية: Zentralstadion)، هو ملعب كرة قدم يقع في مدينة لايبزغ الألمانية. يسع الملعب لجلوس 44,345 متفرج. يعتبر الملعب الرسمي الذي يخوض فيه نادي آر بي لايبزيغ مبارياته. تم افتتاح الملعب في سنة 2004. هو الملعب الوحيد في ألمانيا الشرقية السابقة الذي أقيمت فيه بعض مباريات كأس العالم لكرة القدم 2006.